# Братный, Роман
Ро́ма́н Бра́тный (пол. Roman Bratny; настоящее имя Ро́ман Муля́рчик, пол. Roman Mularczyk; 5 августа 1921, Краков — 5 ноября 2017) — польский прозаик, поэт, публицист и киносценарист.

## Биография
После рождения Романа семья несколько раз меняла место жительства. Из Кракова семья перебралась в Острув-Мазовецка, затем жили в Гарволини, Грудзёндзе, а также в Варшаве. В Грудзёндзе будущий писатель получил аттестат о среднем образовании.
В 1939 году Роман вместе с матерью и братом поселились в городе Констанцін, что на 20 километров на юг от Варшавы. Мать зарабатывала уроками музыки, а Роман занимался репетиторством. Во время оккупации юноша присоединился к варшавскому подполью, где действовал под кличкой «Братний». Это подпольное прозвище в дальнейшем превратится в его литературный псевдоним.
В 1942 году Братный окончил курс подпольного военного офицерского училища Армии Крайовой. С 1943 года он сотрудничал с культурно-литературным журналом «Kuźnia», который выдавался правой националистической тайной организацией «Меч и Плуг», которая вела антинемецкую и антикоммунистическую борьбу. Вместо «Кузни» в 1943—1944 годах издавался конспиративный ежемесячник «Dźwigary», соучредителем и редактором которого был Роман Братный. В 1944 году в подпольной типографии вышла первая книга Романа Братного — сборник стихов «Презрение».
Писатель принимал вооружённое участие в Варшавском восстании 1944 года, после подавления которого попал в немецких концлагерь для пленных офицеров, сначала в Ламсдорф, затем Зандбостель и Любек. После оккупации Любека британцами в мае 1945 года Братный уехал в Париж.
В отличие от большинства воинов Армии Крайовой, которые после освобождения Польши или эмигрировали, или вели борьбу против коммунистической власти, Братный вернулся на родину и начал сотрудничать с победителями. В 1946—1947 годах он был соучредителем и редактором «Pokolenie», журнала солдатской молодёжи Армии Крайовой, закрытого после выхода шести номеров. Далее работал во многих еженедельниках, таких как «Odrodzenie», «Nurt», «Nowa Kultura».
Пошёл на компромисс с новой властью, вступил в Польскую рабочую партию, одновременно обучаясь в Академии политических наук, которую окончил в 1949 году. Но в то же время неофициально помогал литераторам, попавшим в немилость.
В 1963—1971 годах он был заместителем редактора еженедельника «Kultura», также работал литературным руководителем: в 1955—1960 годы — на киностудии «Studio», в 1969—1972 — на киностудии «Kraj», в 1974—1982 — в «Общественном театре» в Варшаве. Получил государственную награду II степени.
В своих повестях изображал борьбу и послевоенные судьбы своего поколения, которое благодаря его книге «Колумбы. Год двадцатый», получило название «поколение Колумбов». Роман «Год в гробу» стал коммунистической агиткой.
В те времена, когда большинство польских деятелей культуры начали поддерживать диссидентство и посткоммунистический строй с таким же энтузиазмом, с каким когда-то восхваляли коммунизм, Братный критически отнесся к беспорядкам 50-х, 70-х, и 80-х годов и вообще к Третьей Речи Посполитой, которая в 1989 году пришла на замену Польской Народной Республике.

## Семья
- Отец — Юзеф Мулярчик — кадровый офицер крестьянского происхождения, участник Польской войны 1939 года — командир 2-го Полка конных стрелков. Во время оккупации Польши исполнял обязанности руководителя Кельцкого подокруга АК.
- Мать — Ванда (девичья фамилия Репетовская), пианистка.
- Младший брат — Анджей Мулярчик, писатель, киносценарист.
- жена — Алиция Валь (пол. Alicja Wahl), художница.

## Сочинения
- Загонщик, в кн.: Современные польские повести, т.1. М., 1974.

## Экранизации
- 1964 — Загонщик / Naganiacz — по одноимённому рассказу